# Grenzdextrine
Grenzdextrine sind Dextrine, die bei der Spaltung von verzweigten Polysacchariden (Stärke oder Glykogen) durch verschiedene Enzyme entstehen. Diese Enzyme sind nicht in der Lage, die Polysaccharide vollständig in die Grundbausteine Maltose und Glucose zu spalten, da diese verschiedene glycosidische Bindungen gemischt aufweisen.
International ist eine Einteilung in α, β- und φ-Grenzdextrine geläufig, je nachdem, ob vorher mit α-, β-Amylase, oder mit Phosphorylase verdaut wird.
Bei der Spaltung von Amylopectin unterscheidet man drei Grenzdextrine:
- Durch das Enzym β-Amylase (Emulsin) entsteht ein Dextrin, das zur weiteren Spaltung Maltase benötigt (Grenzdextrin I).
- Durch die Spaltung durch Maltase entsteht ein weiteres Dextrin, das nun wieder von β-Amylase gespalten werden kann (Grenzdextrin II).
- Das daraus entstandene Molekül kann nun nur noch von Isoamylasen, die nur in Pflanzen und Bakterien vorkommen und die α-1,6'-glycosidische Verbindung lösen können, oder dem Debranching-Enzym[2] aufgespalten werden (Grenzdextrin III).